# مارک فاکس (بازیکن فوتبال)
مارک فاکس (انگلیسی: Mark Fox؛ زادهٔ ۱۷ نوامبر ۱۹۷۵) بازیکن فوتبال اهل بریتانیا است.
از باشگاه‌هایی که در آن بازی کرده‌است می‌توان به باشگاه فوتبال برایتون اند هوو آلبیون اشاره کرد.